# 킬러 필름스
킬러 필름스(Killer Films)는 1995년 영화 프로듀서 크리스틴 바숑과 파멜라 코플러가 뉴욕에 설립한 독립 영화 제작사이다. 이 회사는 지난 20년간 파 프롬 헤븐 (4개 아카데미상 후보), 소년은 울지 않는다 (아카데미상 수상), 스토커, 키즈, 헤드윅, 해피니스, 벨벳 골드마인, 세이프, 나는 앤디 워홀을 쏘았다, 스운, 아임 낫 데어 (아카데미상 후보), 킬 유어 달링, 스틸 앨리스 (아카데미상 수상), 캐롤 (6개 아카데미상 후보) 등 수많은 호평받는 독립 영화를 제작했다. 킬러 필름스는 또한 토드 헤인스의 5부작 HBO 미니시리즈 밀드레드 피어스의 총괄 프로듀서를 맡았으며, 이 작품은 5개의 에미상, 골든 글로브상 및 미국 배우 조합상을 수상했다.
2014년, 킬러 필름스는 글라스 엘리베이터 미디어와 합병하여 킬러 콘텐츠 주식회사를 설립했다. 이들의 로고는 다트판을 몸통으로 한 토끼로 구성되어 있다.

## 수상 및 표창
킬러 필름스의 작품들은 영화 예술 과학 아카데미, 에미상, 할리우드 외신 기자 협회 및 인디펜던트 스피릿 어워드로부터 여러 상과 후보 지명을 받았다. 2005년 킬러 필름스의 10주년을 기념하여 뉴욕 근대미술관에서 회고전이 열렸다.
크리스틴 바숑의 첫 장편 영화 제작작인 토드 헤인스 감독의 포이즌 (1991년 영화)은 1991년 선댄스 영화제에서 심사위원대상을 수상했다. 포이즌은 신흥 뉴 퀴어 시네마의 대표작 중 하나였다. 또 다른 토드 헤인스와의 협업작인 파 프롬 헤븐 작업으로 바숑은 뉴욕 영화 비평가 협회의 영예를 안았고, 전미 비평가 위원회로부터 올해의 프로듀서 상을 받았다.
바숑은 공영 라디오 프로그램인 디스 아메리칸 라이프의 쇼타임 TV 각색판을 제작하여 에미상을 수상했다. 2011년, 크리스틴은 샌프란시스코 영화 협회의 제54회 샌프란시스코 국제 영화제에서 영화의 현황에 대한 연설을 하도록 초청받았다.
바숑은 또한 자신의 삶과 경력에 대한 두 권의 책, 『슈팅 투 킬』(1998)과 『어 킬러 라이프』(2006)를 썼다.
킬러 필름스의 가장 최근 영화 중 하나인 존 크로키다스 감독, 다니엘 래드클리프와 데인 드한 주연의 킬 유어 달링은 선댄스 영화제에 초청되어 심사위원대상 후보에 올랐다. 2013년 선댄스 영화제에서 큰 호평을 받으며 데뷔한 매직 매직 (2013년 영화)을 제작한 후, 킬러는 작가 겸 감독인 세바스티안 실바와 그의 새로운 영화 네스티 베이비에서 다시 협력했다.
2015년, 줄리안 무어는 리사 제노바의 동명 소설을 원작으로 워시 웨스트모얼랜드와 리처드 글래처가 감독한 2014년 킬러 필름의 스틸 앨리스에서 아카데미상 여우주연상을 수상했다. 같은 해, 킬러는 토드 헤인스 감독과 다시 협력하여 퍼트리샤 하이스미스가 쓴 1952년 로맨스 소설 캐롤 (소설)을 원작으로 한 캐롤 (영화)을 제작했다. 이 영화에는 케이트 블란쳇과 루니 마라가 출연한다.
2017년, 이 회사는 야니차 브라보의 레몬을 제작했는데, 브렛 겔먼과 주디 그리어가 주연을 맡았다. 살마 아예크와 클로이 세비니 주연의 베아트리스 앳 디너도 제작했다. 또한 댄 식클스와 안토니오 산티니가 감독한 디나를 제작했는데, 이 영화는 2017년 선댄스 영화제에서 다큐멘터리 부문 심사위원대상을 수상했다.
2017년 5월,  아마존 스튜디오와 2년 독점 계약을 체결했다.

## 필모그래피

### 영화
| 연도 | 제목                      | 전 세계 박스 오피스 | 비고 |
| ---- | ------------------------- | ------------------- | --- |
| 1991 | 포이즌                    | $787,280            | |
| 1992 | 스운                      | 빈칸                | |
| 1994 | 고 피쉬                   | $2.4 million        | |
| 1994 | 포스트카드 프롬 아메리카  | 빈칸                | |
| 1995 | 세이프                    | $512,245            | |
| 1995 | 키즈                      | $7.4 million        | |
| 1995 | 스톤월                    | $692,400            | |
| 1996 | 플레인 플레져스           | 빈칸                | |
| 1996 | 나는 앤디 워홀을 쏘았다   | $1.9 million        | |
| 1997 | 배드 보스 고 투 헬        | 빈칸                | 단편 영화 |
| 1997 | 오피스 킬러               | $76,054             | |
| 1998 | 해피니스                  | $2.8 million        | |
| 1998 | 벨벳 골드마인             | $1.1 million        | |
| 1998 | 나는 당신을 잃고 있다     | $13,996             | |
| 1998 | 다크 하버                 | 빈칸                | |
| 1999 | 소년은 울지 않는다        | $11.5 million       | 제72회 아카데미상 수상                                                                                       |
| 2000 | 교외의 죄와 벌            | $26,394             | |
| 2001 | 시리즈 7                  | $195,065            | |
| 2001 | 우먼 인 필름              | 빈칸                | |
| 2001 | 사물의 안전               | $319,299            | |
| 2001 | 스토리텔링                | $2 million          | |
| 2001 | 헤드윅                    | $3.6 million        | |
| 2001 | 그레이 존                 | $517,872            | |
| 2001 | 첼시 월스                 | $60,902             | |
| 2002 | 스토커                    | $52 million         | |
| 2002 | 파 프롬 헤븐              | $29 million         | 제75회 아카데미상 4개 부문 후보                                                                              |
| 2003 | 파티 몬스터               | $742,898            | |
| 2003 | 캠프                      | $2.6 million        | |
| 2003 | 더 컴퍼니                 | $6.4 million        | |
| 2004 | 세상 끝의 집              | $1.5 million        | |
| 2004 | 더티 쉐임                 | $1.9 million        | |
| 2005 | 악명높은 베티 페이지      | $1.8 million        | |
| 2006 | 인퍼머스                  | $2.6 million        | |
| 2007 | 아메리칸 크라임           | $1.3 million        | |
| 2007 | 세비지 그레이스           | $1.4 million        | |
| 2007 | 아임 낫 데어              | $11.7 million       | 제80회 아카데미상 1개 부문 후보                                                                              |
| 2007 | 덴 쉬 파운드 미           | $8.4 million        | |
| 2008 | 기간틱                    | $165,888            | |
| 2009 | 마더후드                  | $726,354            | |
| 2009 | 크랙                      | $29,683             | |
| 2009 | 카이로 타임               | $2 million          | |
| 2010 | 루루 앳 더 에이스 호텔    | 빈칸                | 단편 영화 |
| 2010 | 루프 플레인즈             | 빈칸                | 단편 영화 |
| 2010 | 버지니아                  | $12,728             | |
| 2010 | 더티 걸                   | $55,125             | |
| 2011 | 드래곤슬레이어            | 빈칸                | |
| 2012 | 닥치고 히트나 연주해      | $629,107            | |
| 2012 | 앳 애니 프라이스          | $380,594            | |
| 2013 | 매직 매직                 | 빈칸                | |
| 2013 | 킬 유어 달링              | $2.1 million        | |
| 2013 | 이디엇들과의 거래         | $17,909             | |
| 2013 | 딥 파우더                 | 빈칸                | |
| 2013 | 로빈 후드의 마지막        | $288,545            | |
| 2013 | 와일드라이크              | 빈칸                | |
| 2013 | 블루버드                  | 빈칸                | |
| 2014 | 영 바디즈 힐 퀵클리       | 빈칸                | |
| 2014 | 일렉트릭 슬라이드         | 빈칸                | |
| 2014 | 스틸 앨리스               | $44 million         | 제87회 아카데미상 1개 부문 수상                                                                              |
| 2014 | 말라 말라                 | $10,761             | |
| 2015 | 네스티 베이비             | $80,828             | |
| 2015 | 캐롤                      | $40.3 million       | 제69회 영국 아카데미 영화상 9개 부문 후보 제88회 아카데미상 6개 부문 후보 제73회 골든 글로브상 5개 부문 후보 |
| 2015 | 빅 스카이                 | 빈칸                | |
| 2016 | 우먼 인 딥                | 빈칸                | 단편 영화 |
| 2016 | 고트                      | $23,020             | |
| 2016 | 워너독                    | $716,633            | |
| 2016 | 화이트 걸                 | $200,242            | |
| 2016 | 프랭크 & 롤라             | $9,188              | |
| 2016 | 일종의 살인               | $89,899             | |
| 2016 | 런던 타운                 | $1,126              | |
| 2017 | 디나                      | $96,524             | |
| 2017 | 레몬                      | $29,528             | |
| 2017 | 카이라 실종사건           | $59,717             | |
| 2017 | 베아트리스 앳 디너        | $7.4 million        | |
| 2017 | 원더스트럭                | $3.3 million        | |
| 2017 | 마이 데이즈 오브 머시     | $18,766             | |
| 2017 | 퍼스트 리폼드             | $3.9 million        | 아카데미상 1개 부문 후보                                                                                     |
| 2018 | 콜레트 (영화)             | $13.8 million       | |
| 2018 | 복스 룩스                 | $1.4 million        | |
| 2019 | 아메리칸 우먼             | $245,416            | |
| 2019 | 인사이드 더 레인          | $8,140              | |
| 2019 | 다크 워터스               | $23.1 million       | |
| 2020 | 졸라                      | $4.5-5 million      | |
| 2020 | 셜리                      | $305,805            | |
| 2020 | 세상에 올                 | $204,797            | |
| 2020 | 더 사운드 오브 필라델피아 | $104,744            | |
| 2021 | 벨벳 언더그라운드         | 빈칸                | |
| 2022 | 언더 더 인플루언스        | 빈칸                | |
| 2022 | 에브리씽스 파서블         | 빈칸                | |
| 2023 | 패스트 라이브즈           | $42.5 million       | 제96회 아카데미상 2개 부문 후보                                                                              |
| 2023 | 쉬 캠 투 미               | $1.2 million        | |
| 2023 | 블리딩 러브               | $7,042              | |
| 2023 | 어 굿 퍼슨                | $3.1 million        | |
| 2023 | 메이 디셈버               | $5.3 million        | 제96회 아카데미상 1개 부문 후보                                                                              |
| 2024 | 어 디프런트 맨            | $1.3 million        | 제97회 아카데미상 1개 부문 후보                                                                              |
| 2025 | 매드 빌즈 투 페이         | 발표 예정           | |
| 2025 | 머티리얼리스트            | 발표 예정           | |
| TBA  | 마지막 날                 | 발표 예정           | |
| TBA  | 레이트 페임               | 발표 예정           | |
| TBA  | 론 울프                   | 발표 예정           | |

### 텔레비전
| 연도      | 제목                             | 비고                               |
| --------- | -------------------------------- | ---------------------------------- |
| 2005      | 미세스 해리스                    | TV 영화 에미상 12개 부문 후보      |
| 2007–2009 | 디스 아메리칸 라이프 (TV 시리즈) | TV 시리즈 에미상 3개 부문 수상     |
| 2010      | 더 나이스타트 브라더스           | TV 시리즈                          |
| 2011      | 밀드레드 피어스 (TV 미니시리즈)  | TV 미니시리즈 에미상 5개 부문 수상 |
| 2015–2017 | Z: 모든 것의 시작                | TV 시리즈                          |
| 2018–2019 | 디스 클로즈                      | TV 시리즈                          |
| 2021      | 홀스턴 (미니시리즈)              | TV 미니시리즈                      |
| 2021      | 프라이드 (미국 TV 시리즈)        | TV 미니시리즈                      |

## 같이 보기
- 뉴 퀴어 시네마

## 더 읽어보기
- 바숑, 크리스틴. 『슈팅 투 킬: 독립 프로듀서가 중요한 영화를 만들기 위해 장벽을 어떻게 뚫는가』, 에이번 (출판사), 335쪽, 초판, 1998, ISBN 0380798549.
- 바숑, 크리스틴. 『킬러 라이프: 독립 영화 프로듀서가 할리우드 안팎의 거래와 재앙에서 살아남는 법』, 사이먼 & 슈스터, 279쪽, 초판, 2006, ISBN 0743256301.